# Victorino Márquez Bustillos
Victorino Márquez Bustillos (Guanare, Portuguesa, Estados Unidos de Venezuela, 2 de noviembre de 1858-Caracas, Estados Unidos de Venezuela, 10 de enero de 1941) fue un abogado y político venezolano, presidente provisional de Venezuela durante el período comprendido entre 1914-1922.

## Biografía
Fueron sus padres Victorino Márquez y Virginia Bustillos. Contrajo matrimonio con Enriqueta Iragorry Briceño. Su carrera la inicia en Trujillo, bajo el amparo de los caudillos Juan Bautista Araujo y Leopoldo Baptista.[cita requerida] Fue director del periódico El Trujillano entre 1877 y 1887.

### Carrera política

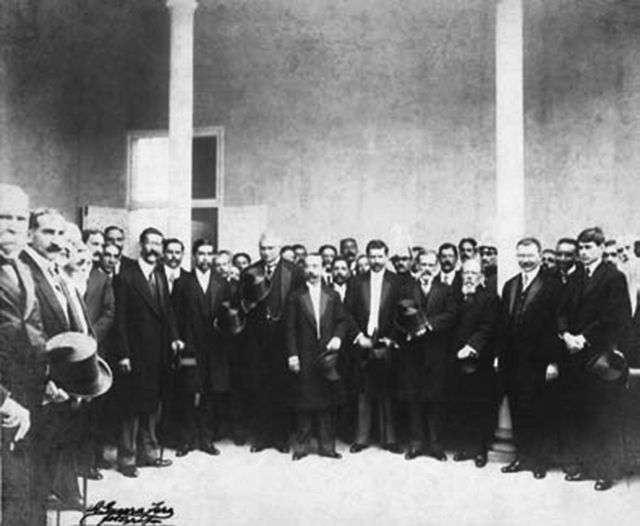
Victorino Márquez Bustillos y su gabinete de gobierno.

Fue diputado por el Gran Estado Los Andes en 1890. En 1892, a pesar de ser el presidente provisional de esa entidad federal y primo segundo de Raimundo Andueza Palacio, se une a la Revolución Legalista acaudillada por Joaquín Crespo, quien en 1893 lo asciende a general de brigada.
De 1902 a 1904 se desempeña como secretario de Gobierno del estado Trujillo, siendo además diputado del Distrito Trujillo a la Asamblea del estado entre 1904 y 1906, y secretario de Gobierno del estado Zulia en 1909.
En 1910, como presidente provisional del estado Trujillo, se distancia de Leopoldo Baptista quien se rehusó a ratificarlo en el cargo. Luego de esto se desempeñó como senador por el estado Trujillo (1910-1914), gobernador del Distrito Federal (1911-1912) y ministro de Guerra y Marina (1913-1914).
En abril de 1914, Juan Vicente Gómez resulta elegido por el Congreso Presidente de la República para el período 1915-1922, pero decide no asumir la Presidencia, permaneciendo en Maracay como comandante en jefe del ejército nacional. Ante estas circunstancias, Márquez Bustillo, quien había sido nombrado Presidente Provisional de la República, se mantiene en el cargo mediante la aprobación de un Estatuto Constitucional Provisorio cuyo período de vigencia será de 7 años.
Como consecuencia de esto, Venezuela experimentará una situación excepcional, al contar con dos presidentes: Victorino Márquez Bustillos, como presidente provisional, quien despacha desde el palacio de Miraflores y Juan Vicente Gómez, el presidente Electo, con residencia en Maracay. Durante este tiempo Márquez Bustillos informará a Gómez acerca de todos los detalles de la administración y subordina cualquier decisión a la aprobación del «jefe». La permanencia de Márquez Bustillos en la presidencia provisional llegará a su fin a raíz de las intrigas que se formaron en su contra durante la enfermedad de Gómez, a fines de 1921.

### Vida pospresidencial
En 1924 es propuesto como representante diplomático ante la Santa Sede, pero problemas personales le impidieron presentar las credenciales. En 1935, es designado como primer secretario del presidente Eleazar López Contreras, pero ante la presión de sectores antigomecistas renuncia a los pocos meses. En 1938 fue incorporado como miembro de la Academia de Ciencias Políticas. En 1940, acercándose las elecciones, es llamado por López Contreras para decidir si quería que fuese candidato a presidente, pero el pueblo venezolano quería que el nuevo presidente fuese una persona ajena a la imagen de Gómez, y rechazaban la candidatura de Márquez Bustillo para la presidencia, entonces López Contreras lo arregló proponiendo al ministro de Guerra y Marina, el general Isaías Medina Angarita, que aunque era un partidario de Gómez, se entendía con el pueblo, y tenía carisma y rasgos de Demócrata, y la cara de Márquez Bustillo fue olvidada.
En 1941 se despide de la vida política y pública y se asienta en su casa, en Caracas, donde muere el 10 de enero de 1941, ahí surge una gran ironía: si hubiese sido elegido Presidente de la República de Venezuela, igual no podría asumir funciones, pues muere antes de la entrega del poder a Medina.
Días después, el duelo de su muerte es conmemorado por varios partidarios de Juan Vicente Gómez, como Eleazar López Contreras. Igualmente participó en la ceremonia el presidente electo Isaías Medina Angarita, al igual que sus familiares y otras personas que lo acompañaron en la vida política.